# Velemín
Velemín är en ort i Tjeckien.   Den ligger i regionen Ústí nad Labem, i den nordvästra delen av landet, 60 km nordväst om huvudstaden Prag. Velemín ligger 291 meter över havet och antalet invånare är 1 427.
Terrängen runt Velemín är kuperad åt nordväst, men åt sydost är den platt. Terrängen runt Velemín sluttar österut.Runt Velemín är det ganska tätbefolkat, med 56 invånare per kvadratkilometer. Närmaste större samhälle är Ústí nad Labem, 14,1 km norr om Velemín. Trakten runt Velemín består till största delen av jordbruksmark.